# Campeonato Sul-Americano de Ginástica Artística de 2023
O Campeonato Sul-Americano de Ginástica Artística de 2023 será realizado de 8 a 10 de setembro de 2023 no Coliseo El Pueblo em Cáli, Colômbia. A competição foi organizada pela Federação Colombiana de Ginástica e aprovada pela Federação Internacional de Ginástica.

## Programação
Todos os horários na hora local (UTC−05:00)
Sexta-feira, 8 de setembro
- 11:30 Qualificatória Masculina - Subdivisão 1
- 16:05 Qualificatória Masculina - Subdivisão 2
- 20:15 Premiação Individual Geral e Equipes Masculinas

Sábado, 9 de setembro
- 11:00 Qualificatória Feminina - Subdivisão 1
- 14:00 Qualificatória Feminina - Subdivisão 2
- 17:00 Qualificatória Feminina - Subdivisão 3
- 21:10 Premiação Individual Geral e Equipes Femininas

Domingo, 10 de setembro
- 14:00 Finais por Aparelhos
  - GAM: Solo, Cavalo com alças, Argolas
  - GAF: Salto, Barras assimétricas
- 17:00 Finais por aparelhos
  - GAM: Salto, Barras paralelas, Barra fixa
  - GAF: Trave, Solo

## Medalhistas
| Evento              | Ouro | Prata | Bronze |
| ------------------- | --- | --- | --- |
| Masculino           | | | |
| Equipes             | Brasil (BRA) · Francisco Barretto · Lucas Bitencourt · Gabriel Faria · Diogo Paes · Murilo Pontedura · Luís Porto | Colômbia (COL) · Marcos Aguilar · Dilan Jiménez · Juan Larrahondo · Andrés Martínez · Juan Felipe Ramos · Sergio Vargas | Chile (CHI) · Joaquin Álvarez · Joel Álvarez · Josué Armijo · Luciano Letelier · Agustín Lira · Cristobal Prado            |
| Individual geral    | Gabriel Faria (BRA)                                                                                               | Francisco Barreto (BRA)                                                                                                 | Edward Gonzales (PER) |
| Solo                | Andrés Martínez (COL)                                                                                             | Luciano Letelier (CHI)                                                                                                  | Juan Larrahondo (COL) |
| Cavalo com alças    | Edward González (PER)                                                                                             | Gabriel Faria (BRA) | Luca Alfieri (ARG) |
| Argolas             | Dilan Jiménez (COL)                                                                                               | Joaquin Álvarez (CHI)                                                                                                   | César López (ECU) |
| Salto               | Juan Larrahondo (COL)                                                                                             | Luís Porto (BRA) | Daniel Agüero (PER) |
| Barras paralelas    | Dilan Jiménez (COL)                                                                                               | Edward González (PER)                                                                                                   | Joel Álvarez (CHI) |
| Barra fixa          | Lucas Bitencourt (BRA)                                                                                            | Andrés Martínez (COL)                                                                                                   | Francisco Barretto (BRA)                                                                                                   |
| Feminino            | | | |
| Equipes             | Brasil (BRA) · Gabriela Barbosa · Josiany Calixto · Camille Fonseca · Andreza Lima · Luisa Maia · Rafaela Oliva   | Argentina (ARG) · Brisa Carraro · Milagros Curti Ruiz · Lara Demarsico · Melina Gonzalez · Leila Martinez · Zoe Salgado | Colômbia (COL) · Ginna Escobar · Angelica Mesa · Juliana Ochoa · Valentina Pardo · Eliana Valenzuela · Maria José Villegas |
| Individual geral    | Gabriela Barbosa (BRA)                                                                                            | Josiany Calixto (BRA)                                                                                                   | Hillary Heron (PAN) |
| Salto               | Hillary Heron (PAN)                                                                                               | Andreza Lima (BRA) | Zoe Salgado (ARG) |
| Barras assimétricas | Josiany Calixto (BRA)                                                                                             | Hillary Heron (PAN) | Gabriela Barbosa (BRA) |
| Trave               | Josiany Calixto (BRA)                                                                                             | Zoe Salgado (ARG) | Eliana Valenzuela (COL) |
| Solo                | Rafaela Oliva (BRA)                                                                                               | Gabriela Barbosa (BRA)                                                                                                  | Barbara Achondo (CHI) |

## Quadro de medalhas
*   país anfitrião (Colômbia)
| Pos.               | País               | Ouro | Prata | Bronze | Total |
| ------------------ | ------------------ | ---- | ----- | ------ | ----- |
| 1                  | Brasil             | 8    | 6     | 2      | 16    |
| 2                  | Colômbia           | 4    | 2     | 3      | 9     |
| 3                  | Peru               | 1    | 1     | 2      | 4     |
| 4                  | Panamá             | 1    | 1     | 1      | 3     |
| 5                  | Chile              | 0    | 2     | 3      | 5     |
| 6                  | Argentina          | 0    | 2     | 2      | 4     |
| 7                  | Equador            | 0    | 0     | 1      | 1     |
| Total (7 entradas) | Total (7 entradas) | 14   | 14    | 14     | 42    |

## Nações participantes
- Argentina
- Brasil
- Chile
- Colômbia
- Equador
- Panamá
- Peru
- Uruguai